# Dorsilopha
Dorsilopha är ett undersläkte inom släktet Drosophila. Undersläktet innehåller fyra arter som alla ingår i artgruppen Drosophila busckii.

## Arter inom undersläktet
- Drosophila busckii Coquillett, 1901
- Drosophila confertidentata Zhang, Li & Feng, 2006
- Drosophila linearidentata Toda, 1986
- Drosophila neobusckii Toda, 1986